# Lupettiana
Lupettiana es un género de arañas araneomorfas de la familia Anyphaenidae. Se encuentra en América.

## Especies
Según The World Spider Catalog 12.0:
- Lupettiana bimini Brescovit, 1999
- Lupettiana eberhardi Brescovit, 1999
- Lupettiana levii Brescovit, 1999
- Lupettiana linguanea Brescovit, 1997
- Lupettiana manauara Brescovit, 1999
- Lupettiana mordax (O. Pickard-Cambridge, 1896)
- Lupettiana parvula (Banks, 1903)
- Lupettiana piedra Brescovit, 1999
- Lupettiana spinosa (Bryant, 1948)
- †Lupettiana ligula (Wunderlich, 1988)